# Relaciones Estados Unidos-Mónaco
Las relaciones Mónaco-Estados Unidos son las relaciones diplomáticas entre Mónaco y Estados Unidos.

## Historia
Mónaco y los Estados Unidos intercambiaron funcionarios consulares poco después del final de la Guerra de Secesión de Estados Unidos. El primer cónsul de Mónaco a los Estados Unidos fue Louis Borg, quien presentó sus credenciales en mayo de 1866.  En 1897 se estimó que este consulado en Nueva York servía a menos de media docena de ciudadanos de Mónaco (con alrededor de 40 en todo Estados Unidos en 1901). ), y apoyado ningún comercio extenso. Los comentarios burlones de la época sugirieron que la función principal de mantener al cónsul impago era proporcionar una recepción para la marina de Mónaco de un barco de vapor. El primer agente consular de los Estados Unidos fue Emile de Loth, acreditado en febrero de 1874, pero este puesto se cerró y se trasladó a Niza en 1906.
Un consulado de los Estados Unidos se estableció brevemente en Mónaco en noviembre de 1942 por Walter Orebaugh a instancias de su superior Pinkney Tuck. Estaba ubicado en dos habitaciones del Hotel Metropole. Pero fue cerrado unos días después por la invasión de las fuerzas italianas.
El Príncipe Alberto I de Mónaco viajó a los Estados Unidos tres veces. Mónaco recibió a soldados estadounidenses durante la Primera Guerra Mundial. Desde 1956 hasta su muerte en 1982, la estadounidense Grace Kelly estuvo casada con Raniero III de Mónaco. Hicieron su primera visita oficial a los Estados Unidos en 1956.
Hasta 2006, la única carrera de Mónaco, el Cónsul General (Maguy Maccario Doyle en 2006) operaba desde Nueva York, pero dirigía a todos los Cónsules Honorarios en ubicaciones en todo el mundo.
En diciembre de 2006, los Estados Unidos y Mónaco pasaron de las relaciones diplomáticas a las relaciones diplomáticas completas. Poco después,  Craig Stapleton (embajador en Francia) fue acreditado en Mónaco, y el embajador Gilles Noghes se convirtió en el primer embajador monegasco en Estados Unidos. In 2009 Stapleton was replaced by Charles Rivkin. Estados Unidos aún no tiene una misión diplomática ubicada en Mónaco, pero hay una embajada en París y un consulado general en Marsella. El 3 de diciembre de 2013, el Príncipe Alberto II de Mónaco. La embajadora Maccario Doyle es la primera mujer en ocupar el cargo en la Embajada.

## Acuerdos
En 1939 fue firmado un tratado de extradición entre las dos naciones. En 1952 se firmó un acuerdo sobre visas de pasaporte. En 2009 se realizó un acuerdo de intercambio de información tributaria.